# Diane Warren
Diane Eve Warren (ur. 7 września 1956 w Van Nuys) – amerykańska piosenkarka, autorka tekstów i kompozytorka muzyki.
Swój pierwszy sukces, jako autorka piosenek osiągnęła w 1983, kiedy jej autorski utwór „Rhythm of the Night” trafił do pierwszej dziesiątki utworów listy przebojów w Stanach Zjednoczonych. Przez kolejne lata współpracowała z wieloma artystami, m.in. z: Celine Dion, Cher, Whitney Houston, Lady Gagą, Beyoncé i Mariah Carey. Dziewięć napisanych przez nią utwór zajęło pierwsze miejsce na liście Billboard 100, a 32 zostały uwzględnione w pierwszej dziesiątce listy.
Otrzymała 14 nominacji do Oscara, a w 2022 została wyróżniona Oscarem Honorowym. Jest laureatką Nagrody Grammy, dwóch Złotych Globów, Nagrody Emmy oraz sześciu Złotych Satelitów. W 2001 została wprowadzona na Hollywood Walk of Fame oraz Songwriters Hall of Fame.

## Życiorys

### Wczesne życie i edukacja
Urodziła się 7 września 1956 w Van Nuys jako jedna z trzech córka Davida i Flory Warren. Uczęszczała do Los Angeles Pierce College i ukończyła studia na wydziale muzyki California State University w Northridge w 1978 roku.
Od młodości pasjonowała się muzyką, przede wszystkim z powodu grania na instrumentach przez rodziców i siostrę. Sama zaczęła pisać muzykę, gdy miała 11 lat, ale w wieku 14 lat zaczęła myśleć nad pracą kompozytorki.

### Kariera
Rozwijała się w kierunku muzyki, choć jej matka próbowała nakłonić ją do pozostawieniu kariery kompozytora, na rzecz pracy biurowej. Po ukończeniu studiów nawiązała współpracę z producentem Jackiem White’em i napisała piosenkę „Solitaire”, którą zaśpiewała Laura Branigan. Utwór dotarł do siódmego miejsca na amerykańskich listach przebojów w 1983 roku i tym samym stał się pierwszym przebojem autorstwa kompozytorki. W 1985 roku została wydana piosenka autorstwa Warren „Rhythm of the Night”, która odniosła duży sukces komercyjny i otrzymała nominację do Złotego Globu.

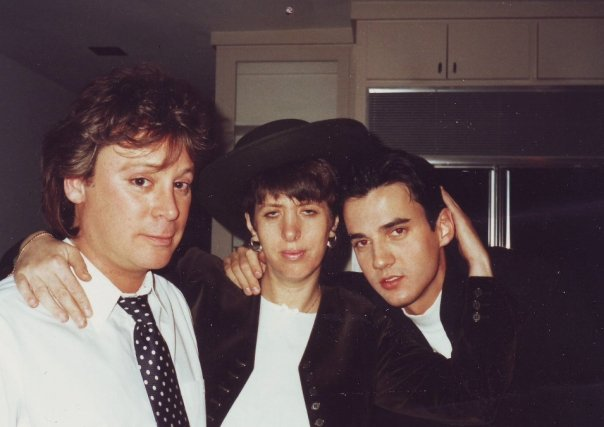
Warren, Tommy Page i Eric Carmen w 1991 roku

W 1986 założyła własną firmę wydawniczą „Warren Piece”, która w kolejnych latach przekształciła się w „Realsongs”. W styczniu 1987 miała miejsce premiera piosenki „Nothing’s Gonna Stop Us Now”, która została wykonana przez zespół Starship i znalazła się na ścieżce dźwiękowej do filmu Manekin. Utwór autorstwa Warren i Albera Hammonda znalazł się na pierwszym miejscu amerykańskiej listy przebojów i otrzymał nominację do Oscara oraz Grammy. W kolejnych latach stworzyła wiele piosenek, które stały się komercyjnymi hitami, m.in.: „If I Could Turn Back Time” (wykonanie: Cher), „How Can We Be Lovers?” (Michael Bolton) oraz „Love Will Lead You Back” (Taylor Dayne).
19 lutego 1996 premierę miała kolejna piosenka autorstwa Warren, „Because You Loved Me”, którą zaśpiewała Céline Dion; utwór znalazł się na ścieżce dźwiękowej do filmu Namiętności i otrzymał uznanie krytyków, jednocześnie stając się światowym przebojem, osiągając pierwsze miejsce w Stanach Zjednoczonych, Kanadzie i Australii oraz docierając do pierwszej dziesiątki w wielu innych krajach. Utwór otrzymał nominację m.in. do Oscara i Złotego Globu. Dodatkowo Warren otrzymała za niego swoją pierwszą Nagrodę Grammy w kategorii Najlepsza piosenka napisana na potrzeby filmu, a dodatkowo była nominowana w kategorii Piosenka roku.
23 maja 1997 ukazała się kolejna piosenka Warren, „How Do I Live”, którą zaśpiewała Trisha Yearwood. Utwór pojawił się w filmie Con Air i został nominowany do: Oscara, Złotego Globu oraz dwóch nagród Grammy (w tym za Piosenkę roku). Sama piosenka osiągnęła tak duży sukces komercyjny, że pozostała na liście Billboard Hot 100 przez 69 tygodni. 18 sierpnia 1998 została wydana piosenka „I Don’t Want to Miss a Thing”, która przyniosła Warren kolejne nominację do nagród w tym: Oscara oraz dwóch Grammy.
W kolejnych latach napisała wiele utworów, które zostały zaśpiewane m.in. przez: Whitney Houston, Olivie Newton-John, Barbre Streisand, Mariah Carey („Never Too Far/Hero Medley”), Christine Aguilera („I Turn to You”), Beyoncé („I Was Here”), Britney Spears, Palome Faith, Jennifer Hudson oraz Andra Day. W 2001 została wprowadzona na Hollywood Walk of Fame oraz Songwriters Hall of Fame.
W 2010 otrzymała swojego pierwszego Złotego Globa za najlepszą piosenkę oryginalną (za utwór „You Haven’t Seen the Last of Me” śpiewany przez Cher). W 2016 otrzymała Primetime Emmy Award w kategorii Wyjątkowa muzyka i oryginalne teksty za piosenkę „Til It Happens to You”, którą zaśpiewała Lady Gaga. W 2018 otrzymała nominację do News and Documentary Emmy Award w kategorii Wyjątkowa muzyka i dźwięk, za pracę przy dokumencie Cries from Syria. W 2020 otrzymała Złotego Globa za piosenkę „Io sì (Seen)” z filmu Życie przed sobą, została także laureatką Polar Music Prize. W 2022 otrzymała Honorowego Oscara, za „muzykę i teksty, które spotęgowały emocjonalny wpływ niezliczonych filmów i zainspirowały pokolenia artystów muzycznych”.

## Życie prywatne
Była w związku z autorem tekstów i producentem muzycznym Guy Roche, który zakończył się w 1992 roku i twierdzi, że od tamtej pory nie miała innego związku. 12 lutego 2016 roku podczas wywiadu powiedziała, że była molestowana w wieku 12 lat, a później doświadczyła molestowania seksualnego i napaści ze strony inżyniera dźwięku podczas swojej kariery zawodowej. Jest wegetarianką.

## Nagrody i nominacje

### Nagroda Akademii Filmowej (Oscar)
| Rok  | Film                    | Kategoria                                                      | Rezultat  | Przypis |
| ---- | ----------------------- | -------------------------------------------------------------- | --------- | ------- |
| 1988 | Manekin                 | Najlepsza piosenka oryginalna („Nothing’s Gonna Stop Us Now”)  | Nominacja | [ 53 ]  |
| 1997 | Namiętności             | Najlepsza piosenka oryginalna („Because You Loved Me”)         | Nominacja | [ 53 ]  |
| 1998 | Con Air – lot skazańców | Najlepsza piosenka oryginalna („How Do I Live”)                | Nominacja | [ 53 ]  |
| 1999 | Armageddon              | Najlepsza piosenka oryginalna („I Don’t Want to Miss a Thing”) | Nominacja | [ 53 ]  |
| 2000 | Koncert na 50 serc      | Najlepsza piosenka oryginalna („Music of My Heart”)            | Nominacja | [ 53 ]  |
| 2002 | Pearl Harbor            | Najlepsza piosenka oryginalna („There You’ll Be”)              | Nominacja | [ 53 ]  |
| 2015 | Beyond the Lights       | Najlepsza piosenka oryginalna („Grateful”)                     | Nominacja | [ 53 ]  |
| 2016 | The Hunting Ground      | Najlepsza piosenka oryginalna („Til It Happens to You”)        | Nominacja | [ 53 ]  |
| 2018 | Marshall                | Najlepsza piosenka oryginalna („Stand Up For Something”)       | Nominacja | [ 53 ]  |
| 2019 | RBG (film)              | Najlepsza piosenka oryginalna („I’ll Fight”)                   | Nominacja | [ 53 ]  |
| 2020 | Breakthrough            | Najlepsza piosenka oryginalna („I’m Standing With You”)        | Nominacja | [ 53 ]  |
| 2021 | Życie przed sobą        | Najlepsza piosenka oryginalna („Io sì (Seen)”)                 | Nominacja | [ 53 ]  |
| 2022 | Four Good Days          | Najlepsza piosenka oryginalna („Somehow You Do”)               | Nominacja | [ 53 ]  |
| 2023 | Całokształt             | Oscar honorowy                                                 | Wygrana   | [ 53 ]  |
| 2023 | Tell It Like a Woman    | Najlepsza piosenka oryginalna („Applause”)                     | Nominacja | [ 53 ]  |